# Мандола
Мандола — итальянский струнный щипковый музыкальный инструмент. Упоминания о мандоле встречаются уже в XII—XIII вв.
Название «мандола» происходит от древнего pandura (греч. — маленькая лютня). Инструмент, по мнению исследователей, был разработан в процессе изготовления лютни, как более компактный и экономный в создании. Полную последовательность развития и номенклатуру инструмента в настоящее время трудно проследить.
Мандола известна также под такими именами как «мандора» и «мандоле», «пандурина» и «бандурина» и является «предком» мандолины, название которой означает просто «маленькая мандола».
Несмотря на различия в названиях, месте возникновения и форме — существуют основные характеристики, отличающие «истинную» мандолу:
- Мандола имеет расширенную шейку с плавно изогнутой головкой и четыре двойные проволочные струны, настроенные в унисон, а не в октаву.
- Хоры (сдвоенные струны) настраиваются в восходящем движении (сверху вниз) C-G-D-A.
- Длина мензуры мандолы обычно около 42 см (16,5 дюйма).
- На мандоле, как правило, играют плектром.

Чаще всего мандола использовалась в народной музыке, в качестве аккомпанирующего инструмента (в частности в итальянской народной музыке). С недавнего времени её используют в традиционной ирландской, французской и шведской музыке. Однако широкого распространения инструмент не получил. И несмотря на вклад в развитие игры на мандоле некоторых современных композиторов (Франко Донатони, Ясуо Кувахара), в современной музыкальной практике она употребляется не часто. В настоящее время известны следующие современные исполнители музыки на мандоле: Брайан Макдонах, Алекс Лайфсон, Владисвар Надишана, Вадим Бахрамов, Александр Пономарчук. Ричи Блэкмор играет на мандоле в Blackmore's Night.